# 泡子沿街道
泡子沿街道，是中华人民共和国吉林省吉林市龙潭区下辖的一个乡镇级行政单位。

## 行政区划
泡子沿街道下辖以下地区：
世纪社区。